# Iniistius pavo
Iniistius pavo är en fiskart som först beskrevs av Valenciennes, 1840.  Iniistius pavo ingår i släktet Iniistius och familjen läppfiskar. IUCN kategoriserar arten globalt som livskraftig. Inga underarter finns listade i Catalogue of Life.